# Pergamos (Cypr)
Pergamos (gr. Πέργαμoς, tur. Beyarmudu) – wieś na Cyprze, w dystrykcie Larnaka.